# بسابا
بسابا هي إحدى القرى اللبنانية من قرى قضاء بعبدا في محافظة جبل لبنان.